# Gerhard Jakob

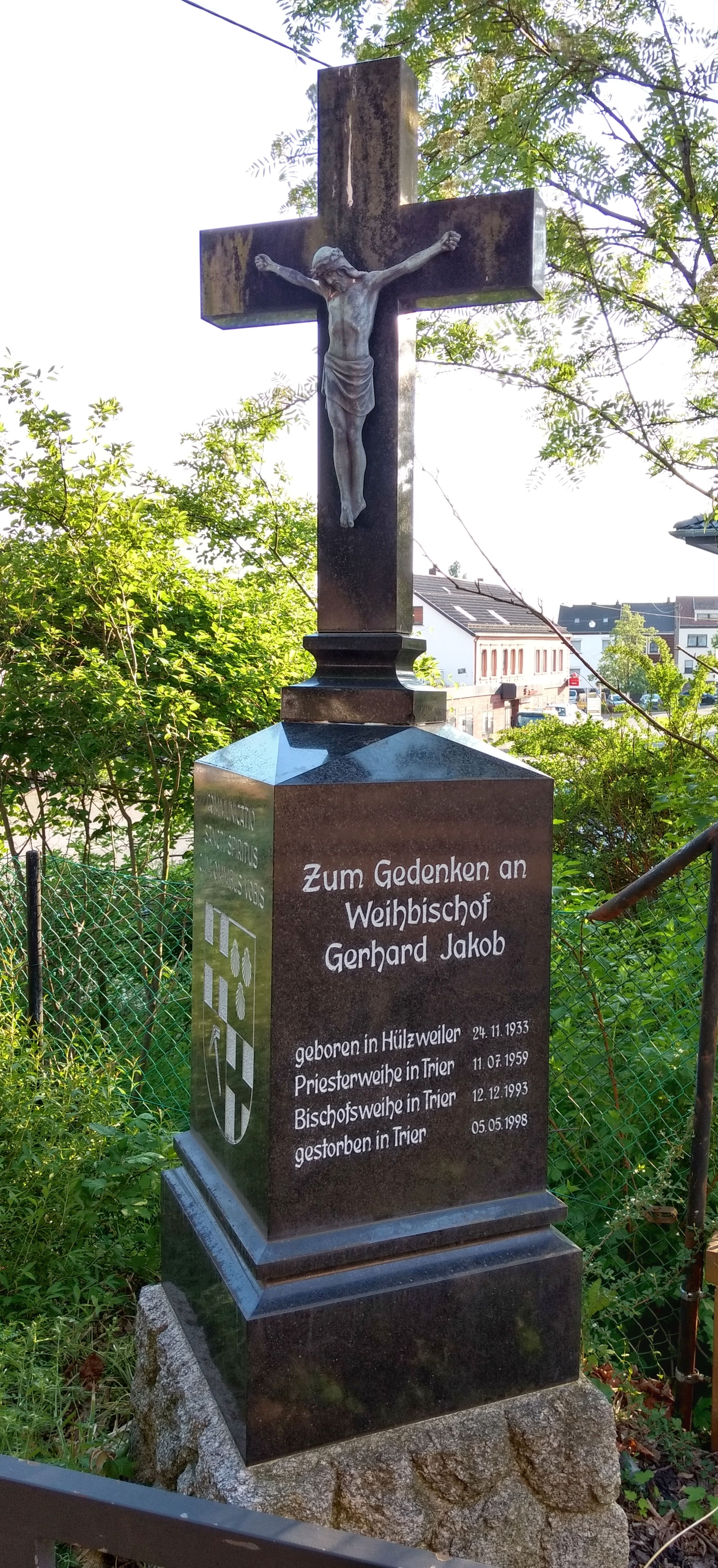
Gedenkkreuz auf dem Friedhof Hülzweiler

Gerhard Jakob (* 24. November 1933 in Hülzweiler; † 4. Mai 1998 in Trier) war ein deutscher römisch-katholischer Weihbischof im Bistum Trier.

## Leben
Gerhard Jakob war der Sohn einer Bergmannsfamilie. Nach seiner Priesterweihe am 11. Juli 1959 und einer Zeit als Kaplan in Simmern/Hunsrück und Mayen übernahm er die Stelle eines Religionslehrers an den Berufsschulen in Saarburg. Hieran schlossen sich die Tätigkeit als Pfarrer und Dechant in Kastel und Saarburg an. 1972 wurde er Regionaldekan in Trier, Bischof Hermann Josef Spital ernannte ihn 1981 zu seinem Generalvikar.
Am 8. November 1993 wurde Gerhard Jakob zum Weihbischof in Trier und Titularbischof von Vergi ernannt. Bischof Spital spendete ihm am 12. Dezember desselben Jahres die Bischofsweihe. Mitkonsekratoren waren Erzbischof Fernand Franck aus Luxemburg und Karl Heinz Jacoby, Weihbischof in Trier. Weihbischof Jakob war innerhalb des Bistums besonders der Visitationsbezirk Saarbrücken zugeteilt. Nach nur fünfjähriger Amtszeit verstarb er überraschend am 4. Mai 1998. Die Konsekratoren, die ihn zum Bischof geweiht hatten, nahmen auch am Requiem teil, zu den zahlreichen Mitzelebranten zählte auch der emeritierte Weihbischof Walter Jansen aus dem  Erzbistum Köln. Die Gebete und Lesungen für das Sterbeamt hatte Jakob kurz vor seinem Tod noch selbst bestimmt.
Weihbischof Jakob wurde in der Weihbischofskapelle am Domkreuzgang des Trierer Doms beigesetzt. Zu seinem Nachfolger wurde Felix Genn ernannt.

## Schriften
- Lernort Bolivien. Johannes, Leutesdorf 1989. ISBN 3-7794-1125-3.
- Wohin die Reise geht. Glaubensschritte im Alltag. Paulinus, Trier 1990. ISBN 3-7902-1202-4.
- Communicatio sancti spiritus cum omnibus vobis. „Notizen“ im Angesicht des Todes. Bischöfliches Generalvikariat, Trier 1998.
- Guckloch zum Himmel. Religiöse Kunstbetrachtungen. Herausgegeben von Georg Binninger. Paulinus, Trier 2001. ISBN 3-7902-0085-9.